# Midsommar
Midsommar – święto obchodzone przez Szwedów w weekend najbliższy nocy świętojańskiej.

## Sposoby świętowania
Uczestnicy zbierają się w przeddzień (piątek) na otwartym, porośniętym trawą miejscu, bawią się i tańczą. Punkt centralny stanowi Słup Majowy, przybrany zielonymi gałązkami i kwiatami. Po południu odbywają się zazwyczaj najróżniejsze konkursy i gry dla dzieci, wspólne tańce wkoło słupa i tradycyjne taneczne zabawy. Później przychodzi kolej na rozrywki dorosłych. Zbierają się w ogrodzie, na werandzie lub pod markizą przyczepy kempingowej i oddają przyjemności konsumowania tradycyjnych w tym dniu potraw, suto zakrapianych - obowiązkowo młode ziemniaki, śledź w różnych postaciach, a na deser truskawki.

## Galeria

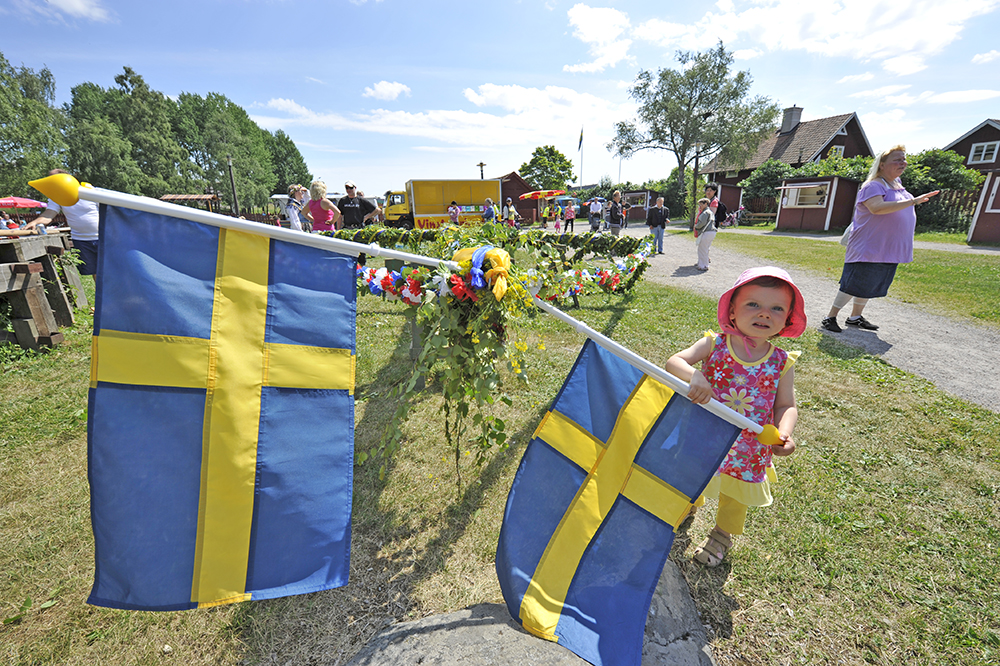
Udekorowany słup majowy
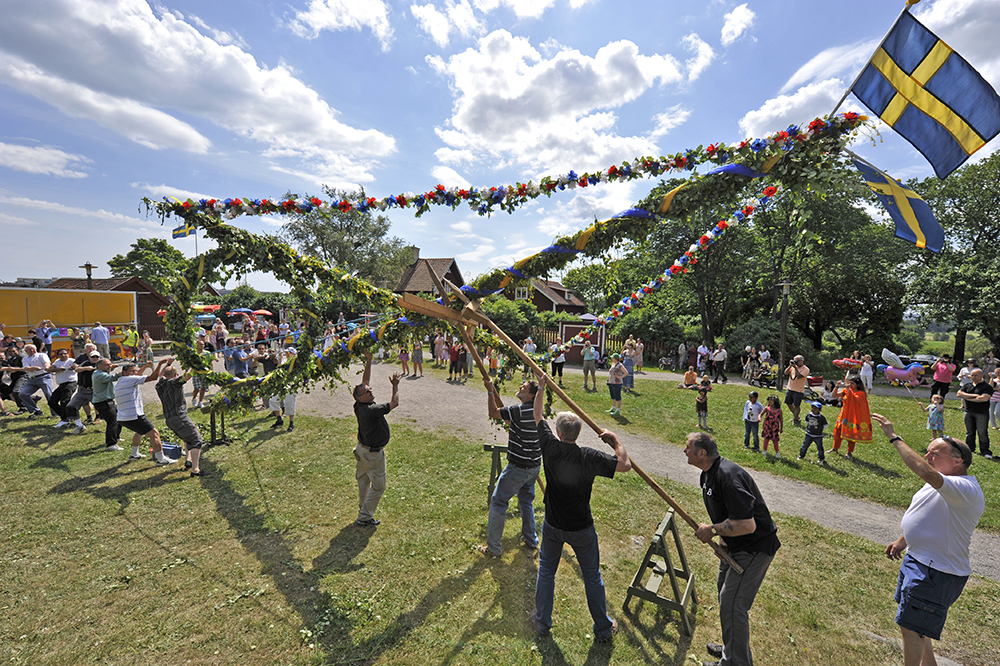
Podnoszenie słupa majowego
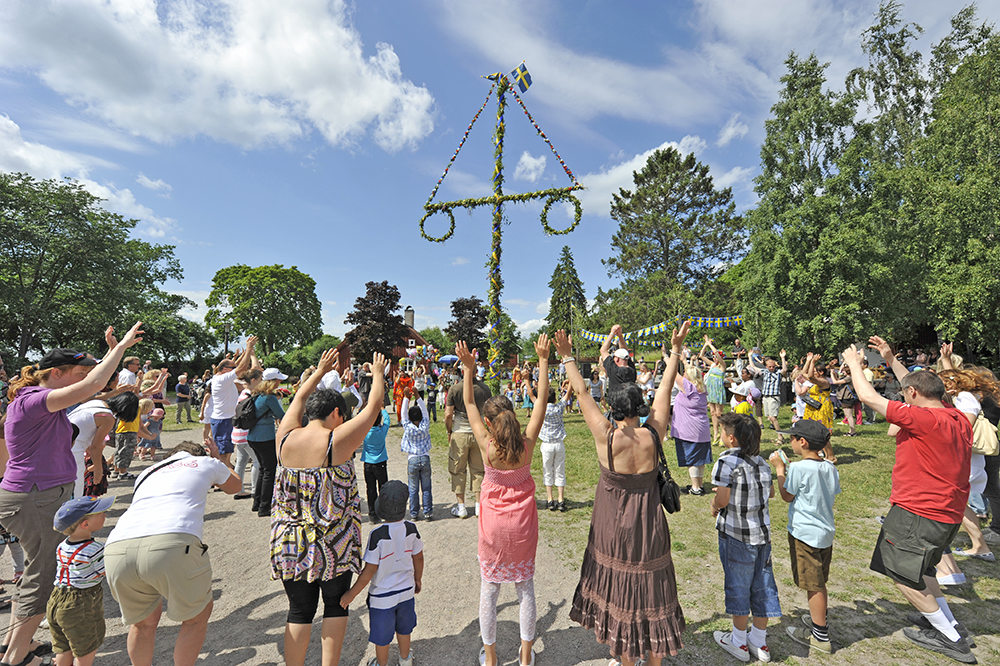
Tradycyjne tańce wokół słupa majowego